# Best Of: Blaze Bayley
Best Of: Blaze Bayley är ett samlingsalbum släppt av Blaze Bayley i januari 2008.

## Låtlista
1. "Born as a Stranger"
2. "Ghost in the Machine"
3. "Stare at the Sun" (Live)
4. "Silicon Messiah"
5. "The Launch" (Live)
6. "Kill and Destroy"
7. "Land of the Blind"
8. "Living Someone Else's Life"
9. "Tenth Dimension" (Live)
10. "Leap of Faith"
11. "Blood and Belief"
12. "Ten Seconds"
13. "Hollow Head"
14. "Soundtrack of My Life"
15. "Alive" (Live)